# Głoska (województwo dolnośląskie)
Głoska – wieś w Polsce położona w województwie dolnośląskim, w powiecie średzkim, w gminie Miękinia.

## Podział administracyjny
W latach 1975–1998 miejscowość administracyjnie należała do województwa wrocławskiego.

## Krótki opis
Wieś w układzie wielodrożnicowym, rozwiniętym w oparciu o system swobodnie przebiegających dróg. Zabudowa wsi złożona głównie z niewielkich obejść mieszkalno-gospodarskich. We wsi znajduje się świetlica wiejska.

## Przeprawa promowa
Atrakcją turystyczną wsi była do 2013 przeprawa promowa przez Odrę. Most Wolności w miejscu przeprawy otwarty został 28 października 2013.

## Tenis stołowy
We wsi (od roku 1971) funkcjonuje klub sportowy tenisa stołowego, obecnie pod nazwą: LKS Odra KGHM Metraco Roeben Miękinia. Zespół ten jest 6 razy z rzędu zdobywał tytuł Drużynowego Mistrza Polski seniorów w latach 2001-2007

## Zabytki
Do wojewódzkiego rejestru zabytków wpisany jest:
- kościół parafialny pw. Wniebowzięcia Najświętszej Marii Panny, ul. Kościelna 7, z XVII w., przebudowany w 1822 r.

inne zabytki:
- pozostałości grodziska z XIII-XIV w.[7] w północnej części wsi
- resztki z zabudowań folwarku po przeciwnej stronie drogi